# 米津真浩
米津 真浩（よねづ ただひろ、1986年2月14日 - ）は、日本のピアニスト。2007年第76回日本音楽コンクールピアノ部門　第2位入賞、岩谷賞（聴衆賞）を受賞し、一躍注目を浴びる。

## プロフィール
千葉県生まれのクラシックピアニスト。
東京音楽大学器楽専攻（ピアノ演奏家コース）卒業。同大学大学院を首席で卒業。寺田栄子、高梨淳子、村上隆、弘中孝、Leonid Margariusの各氏に師事。
大学院修了後すぐに東京音楽大学非常勤助手を勤め、2013年・2014年度ローム・ミュージックファンデーション奨学生としてイタリアの名門イモラ音楽院へ留学。
リサイタル以外にも、テレビドラマ『花より男子』の吹き替え、X JAPANディナーショーピアノ担当、仙台クラシックフェスティバル2011年・2012年出演、成田国際空港ロビーコンサートなど多方面に渡りクラシックの良さを伝え続けている。
2010年〜、青少年文化センターのアーティストとして中高生を中心に音楽の素晴らしさを伝える活動をしている。
。
2018年、クラシックの敷居を下げたいという思いから、「銭湯のピアニスト」というタイトルを掲げ、本物の銭湯にグランドピアノを搬入し演奏会を開催。多方面のメディアから取り上げられるなどして大反響を呼んだ。
2020年1月〜2022年7月まで、人気アプリ「17LIVE」(ワンセブンライブ)の認証ライバーとして活躍していた。
2022年8月〜ライブ配信を17LIVEからYouTubeへ移行。
平日はメンバーシップのみ、土日祝は一般公開
配信をほぼ毎日して楽しんでいる。

## 受賞
- 第76回日本音楽コンクールピアノ部門　第2位入賞。岩谷賞（聴衆賞）。（2007年）[2]